# Agnieszka Stobińska
Agnieszka Stobińska (z Cieplików, ur. ok. 1808 w Miechowie, zm. 29 stycznia 1861 w Piotrkowie Trybunalskim) – polska aktorka teatralna.

## Kariera teatralna
W 1827 r. wraz z obiema siostrami rozpoczęła pracę w teatrze krakowskim. W latach 1830–1831 występowała w zespole założonym przez jej męża do spółki z Janem Chrzcicielem Okońskim i Józefem Winnickim w Tarnowie. W latach 1832–1834 ponownie zaangażowana była w teatrze krakowskim. W latach 1836–1846 (lub dłużej) występowała w zespole wędrownym Feliksa Stobińskiego w wielu miastach na prowincji Królestwa Polskiego. Wystąpiła m.in. w rolach: Konstancji (Pięć sióstr a jedna), Damy Balowej (Róża z gór alpejskich) i Viardy (Precjoza).

## Życie prywatne
Była córką muzyka Karola Cieplika i Marii z Ilińskich. Jej siostrami były: Paulina Biernacka i Franciszka Sadowska (również aktorki teatralne). W 1828 r. poślubiła aktora i przedsiębiorcę teatralnego Feliksa Stobińskiego. Ich dzieci: Eufemia, Feliks Leon, Józef, Roman i Aleksandra również były zawodowo związane z teatrem.